# Potrerillos (ort i Honduras, Departamento de Cortés, lat 15,23, long -87,97)
Potrerillos är en ort i Honduras.   Den ligger i departementet Departamento de Cortés, i den västra delen av landet, 150 km nordväst om huvudstaden Tegucigalpa. Potrerillos ligger 92 meter över havet och antalet invånare är 15 707.
Terrängen runt Potrerillos är kuperad åt sydväst, men åt nordost är den platt. Runt Potrerillos är det glesbefolkat, med 19 invånare per kvadratkilometer. Närmaste större samhälle är Villanueva, 9,9 km norr om Potrerillos.  